# Santpoort-Noord
Santpoort-Noord (prononcé en néerlandais : [sɑntpoːrt noːrt] ; traduisible en français par Santpoort-Nord) est un village néerlandais situé dans la commune de Velsen, dans le sud-ouest de la province de Hollande-Septentrionale. Il se trouve entre Driehuis au nord et Santpoort-Zuid au sud.
La population du district statistique incluant la campagne environnante du village de Santpoort-Noord est de 7 240 habitants (2021).

## Transports
Le village est desservi par la gare de Santpoort Noord des services régionaux (Sprinter) de Nederlandse Spoorwegen (NS), sur la ligne ferroviaire de Haarlem à Uitgeest.